# 健康安全行事
健康安全行事（けんこうあんぜんぎょうじ）は、小中学校で行われる健康診断、歯科検診などを指す。学校のカリキュラムの中では、特別活動と呼ばれている活動の一つで、体育的行事と併せて学校行事の中に一つのグループとして挙げられているものである。
他には風邪や風疹といった予防接種、交通安全指導、防災訓練、水質検査などが含まれる。